# Volvent
Volvent este o comună în departamentul Drôme din sud-estul Franței. În 2009 avea o populație de 46 de locuitori.

## Evoluția populației
| An        | 1975 | 1982 | 1990 | 1999 | 2006 | 2009 |
| --------- | ---- | ---- | ---- | ---- | ---- | ---- |
| Populație | 30   | 24   | 23   | 26   | 41   | 46   |